# Lužická (Praga)

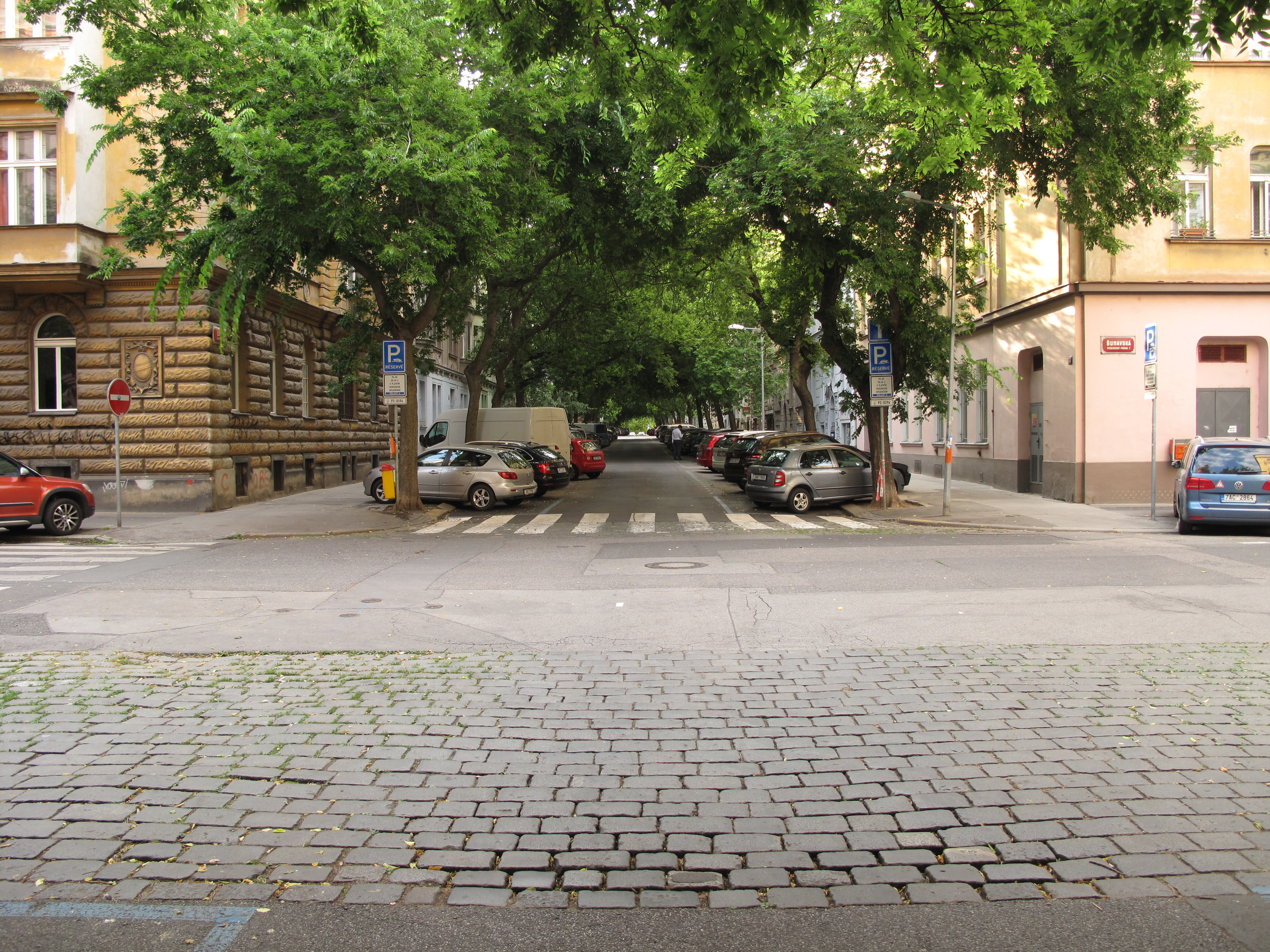
Lužická con sus árboles

Lužická es el nombre de una calle en Praga 2, República Checa,  que conecta Budečská y Kladská. La calle es transitable desde Budečská hasta Kladská. La calle comienza perpendicularmente en la calle Budečská y continúa hacia la cuesta arriba ligeramente. Cruza la calle Šumavská y luego la calle Chodská y finalmente termina en el parque Bratří Čapků. Si no hubiera prohibición y macetas, sería posible ir más lejos a Hradešínská. En la esquina de las calles Lužická y Kladská hay una escuela primaria Kladská. En los primeros dos bloques hay una zona de estacionamiento púrpura, en el último azul. Toda la longitud de la calle es el callejón denso de la almeja occidental, la mayoría de las casas son de finales del siglo XIX. La calle lleva su nombre después de Lusacia (en checo Lužice), el territorio histórico de Alemania. Ha sido nombrado así desde 1900. Solo en los años 1940–1945 fue nombrado Rankova, en el honor al historiador alemán Leopold von Ranke. Había un campo antes de que se construyera la calle. En 2011, la calle fue nominada para el Callejón del Año, pero no ganó el premio.

## Enlaces